# 凝灰角礫岩
凝灰角礫岩（ぎょうかいかくれきがん、tuff breccia）は、火山砕屑岩の一種で、火山砕屑物（テフラ）と呼ばれる火山灰や岩片などから形成された岩。構成する粒子や礫の大きさや割合によって分類されるが、その定義にはいくつかの学説が提唱されている。
1932年のウェントワース（C.K.Wentworth）・ウィリアムズ（H.Williams）による分類では、凝灰角礫岩は、微細な粒子である火山灰を主成分とし、これに直径32ミリメートル以上の火山礫（溶岩片）を含むもの、とされる。直径32ミリメートル以上の火山礫のほうが割合が高いものは火山角礫岩（volcanic breccia）という。
1966年のフィッシャー（R.V.Fisher）による定義では、火山灰（直径2ミリメートル以下）、火山礫（直径2 - 64ミリメートル）、火山塊（直径64ミリメートル超）の割合がおおむね等しいものを凝灰角礫岩とする。火山塊（直径64ミリメートル超）の割合が3分の2以上のものは火山角礫岩としている。

## そのほかの火山砕屑岩
| 粒径 (mm)          | 砕屑物 | 砕屑物 | 砕屑岩   | 砕屑岩 | 火山砕屑物 | 火山砕屑岩                   |
| ------------------ | ------ | ------ | -------- | ------ | ---------- | ---------------------------- |
| 64 以上            | 礫     | 礫     | 礫岩     | 礫岩   | 火山岩塊   | 火山角礫岩、凝灰角礫岩       |
| 64 - 2             | 礫     | 礫     | 礫岩     | 礫岩   | 火山礫     | ラピリストーン、火山礫凝灰岩 |
| 2 - 1⁄16           | 砂     | 砂     | 砂岩     | 砂岩   | 火山灰     | 凝灰岩                       |
| 1⁄16 - 1⁄256       | シルト | 泥     | シルト岩 | 泥岩   | 火山灰     | 凝灰岩                       |
| 1⁄256 以下         | 粘土   | 泥     | 粘土岩   | 泥岩   | 火山灰     | 凝灰岩                       |
| テンプレートを表示 |        |        |          |        |            |                              |

このほか、火山塊（直径64ミリメートル超）の割合が低いものを火山礫凝灰岩（lapilli tuff）、火山灰の割合が高いものを凝灰岩（tuff）、火山礫の割合が高いものをラピリストーン（lapillistone）という。とくに大きな火山弾を含む場合には凝灰集塊岩（agglomerate）という。火山弾は火口からそう遠くまでは飛ばないので、これは主に火口付近で形成されたものと推定する手がかりとなる。
このように凝灰角礫岩を定義する場合、これを構成する火山砕屑物（テフラ）は、粒の大きさのみによって分類され、粒の成因を問わない。粒を成因で分けた場合には、主に、火山が噴火する前の基盤となる岩盤（堆積岩や変成岩など）が粉砕されたもの（「異質 accidental」）、火山体そのものが粉砕されたもの（「類質 accessory」）、噴火によるマグマそのもの（「本質 essential」）に分けられる。異質（基盤岩）が火山岩であることもあるが、その場合には風化の影響があるかどうかで噴火前の基盤に由来するのか噴火にともなって生じた火山体由来なのかがある程度見分けることもできる。
なお火山砕屑岩（pyroclastic rock）とは火山砕屑物が陸上で堆積して形成されたものの総称である。火山砕屑物が流氷で移動したのちに2次堆積してできた岩石も含めた総称としては火山性砕屑岩（volcaniclastic rock）という。また、海底火山など、水中で火山砕屑物が堆積してできた岩石は水中火砕岩（subaqueous pyroclasatic deposit）と称して火山性砕屑岩には含めない場合もある。